# ببغاء سريلانكا المعلق
ببغاء سريلانكا المعلق ببغاء صغير الحجم متوطن ومقيم في سريلانكا.
يسمى هذا الطائر في سريلانكا جيرا ماليتا (بالسنهالية: ගිරාමලිත්තා)‏ أو بول جيروا (بالسنهالية: පොල් ගිරවා)‏. ظهرت صورة الطائر على طابع بريدي سريلانكي قيمنه 15 سنت. كما ظهرت صورته على ورقة نقدية قيمتها 1000 روبية سريلانكية الصادرة منذ عام 2010 وكذلك الورقة النقدية التذكارية التي أصدرت في 4 فبراير 2018 لمناسبة الذكرى السبعون لاستقلال سريلانكا (1948-2018).